# Po zachodzie słońca
Po zachodzie słońca (After the Sunset) – amerykańska komedia sensacyjna z 2004 roku.

## Obsada
- Pierce Brosnan – Max Burdette
- Salma Hayek – Lola Burdette
- Woody Harrelson – agent FBI
- Don Cheadle – Kingpin
- Naomie Harris – Sophie
- Obba Babatundé – szef policji